# Baciro Djá
Baciro Djá (nascut el 31 de gener de 1973) és el primer ministre de Guinea Bissau des del 27 de maig de 2016. Anteriorment, va ser primer ministre l'any 2015 del 20 d'agost al 17 de setembre 2015.

## Carrera política
Es va graduar en Psicologia Social per la Universitat de l'Havana el 1996. El 1998 va rebre un títol de mestratge en Psicopatologia i Psicologia Clínica a la Institut Superior de Psicologia Aplicada de Lisboa. De 2006 a 2008 va ser coordinador del Projecte de reforma en el sector de Defensa i Seguretat i també el president de l'Institut de la Defensa Nacional. En 2008 va ser elegit diputat de l'Assemblea Nacional Popular, en el mateix any va ser nomenat Ministre de Joventut i Esports. El 2011 i 2012 va exercir com a Ministre de Defensa Nacional. Es va presentar a les eleccions presidencials de Guinea Bissau de 2012 com a candidat independent. Exercí com a vicepresident tercer del PAIGC, el partit majoritari al parlament guineà. Es diu que parla amb fluïdesa portuguès, francès i castellà.
Fou nomenat primer ministre de Guinea Bissau el 20 d'agost de 2015, però va haver de renunciar el 9 de setembre de 2015, després que el Tribunal Suprem va dictaminar que el seu nomenament va violar la constitució. El 20 de novembre, Baciro Dja va ser expulsat del PAIGC acusat d'haver mostrat menyspreu pels estatuts del partit, després d'haver acceptat assumir el càrrec de primer ministre l'agost 2015.
El 26 de maig de 2016 fou nomenat novament primer ministre. Tanmateix, el govern sortint es va negar a cedir el poder, de manera que no va poder formar govern fins al 3 de juny.